# Flechas

Flechas logo

Die Flechas (Portugiesisch: Pfeile) waren eine im Portugiesischen Kolonialkrieg eingesetzte paramilitärische nachrichtendienstliche Spezialeinheit, die nicht den portugiesischen Streitkräften, sondern dem Nachrichtendienst PIDE/DGS unterstand. Sie setzte sich vorzugsweise aus Eingeborenen zusammen und wurde praktisch ausschließlich für Counterinsurgency-Operationen verwandt.

## Geschichte
Die ersten Flecha-Einheiten wurden 1965 in Angola (Portugiesisch-Westafrika) von dem PIDE-Unterinspektor Óscar Aníbal Piçarra de Castro Cardoso (* 1935) aufgestellt. Nach eigenen Angaben war Cardoso durch die Lektüre von Autoren wie Jean Lartéguy, Freddie Spencer Chapman, Lawrence of Arabia, Mao Zedong und Sun Tse zur Gründung der Einheit angeregt worden. 
Die PIDE rekrutierte die Mannschaften ursprünglich vorzugsweise aus Buschmännern, (portugiesisch bosquímanos), später auch aus ehemaligen Angehörigen der Aufstandsbewegungen wie der MPLA oder UNITA. Die Buschmänner galten aufgrund ihrer Lebensweise als Jäger und Sammler als ideale Anti-Guerillakämpfer. Die Flechas operierten in der Regel in Zugstärke; ihre Ausrüstung entsprach dem portugiesischen Standard, jedoch kamen auch erbeutete Waffen und Ausrüstungsgegenstände der Rebellenbewegungen zum Einsatz. Bei „regulären“ Einsätzen trugen die Flechas ein tarnfarbenes Barett  (boina camuflada).
Vorzugsweise operierte die Einheit, deren Gesamtstärke 1968 gut 800 Angehörige betrug, gegen die Versorgungslinien der Aufstandsbewegungen aus Sambia und Zaire. Für Lagerwachen wurden auch Kinder ab 12 Jahren eingesetzt; anfänglich wurden die Flechas auch nicht mit Geld entlohnt, sondern mit der von ihnen eingebrachten Beute wie schon Jahrzehnte zuvor die Rugaruga-Hilfskrieger der Schutztruppe für Deutsch-Ostafrika. Ron Reid-Daly (1928–2010), Kommandeur der rhodesischen Selous Scouts, bezeichnete die Flechas als die besten afrikanischen Schützen. Der portugiesische General Francisco da Costa Gomes hielt sie für effektiver als reguläre Truppen, da ihnen das Operationsgebiet vertraut war und sie einen besseren Kontakt zur Bevölkerung herstellen konnten.  
1971 stellte Cardoso auch Flechas-Einheiten in Mosambik auf. Nach dem Ende des Kolonialkriegs wurde er von der portugiesischen Revolutionsregierung inhaftiert, jedoch 1976 freigelassen. Anschließend diente er 1976/77 in Rhodesien als Söldner bei den Selous Scouts. Nach dem Ende des Rhodesischen Bürgerkriegs 1978 wechselte er zur South African Air Force und wurde zum Oberst befördert. 1991 kehrte er nach Portugal zurück.